# Акреп
Акреп је биће из митологије Јужних Словена. Вјеровање о постојању овог митолошког бића је раширено међу становницима у Србији, у Црној Гори, у Босни и Херцеговини, у Хрватској и у Македонији.

## Етимологија назива
Назив акреп потиче од турске ријечи akrep, што значи шкорпија. Назив акрап среће се у устаљеним погрдним изразима, клетвама или у поређењима. Ријеч акрап у народним изразима означава ружну особу.

## Опис акрапа у митологији и народним предањима
У митологији и народним предањима акрап се описује као мршаво и ружно човјеколико биће које борави у мраку и ноћу плаши људе.